# ATP-toernooi van Brasilia
Het ATP-toernooi van Brasilia (ook bekend onder de naam Philips Open) was een tennistoernooi van de ATP-Tour dat in 1991 plaatsvond op outdoor tapijtbanen.

## Finales

### Enkelspel
| Jaar | Winnaar      | Runner-up      | Uitslag       |
| ---- | ------------ | -------------- | ------------- |
| 1991 | Andrés Gómez | Javier Sánchez | 6-4, 3-6, 6-3 |

### Dubbelspel
| Jaar | Winnaar                  | Runners-up                   | Uitslag  |
| ---- | ------------------------ | ---------------------------- | -------- |
| 1991 | Kent Kinnear Roger Smith | Ricardo Acioly Mauro Menezes | 6-4, 6-3 |

ITF-toernooien (mannen en vrouwen)

ATP-toernooien (mannen) – ATP-seizoen 2025

WTA-toernooien (vrouwen) – WTA-seizoen 2025

Voormalige toernooien mannen
Voormalige toernooien vrouwen
Voormalige amateurtoernooien